# Bracon laminarum
Bracon laminarum är en stekelart som beskrevs av Samuel Hubbard Scudder 1878. Bracon laminarum ingår i släktet Bracon och familjen bracksteklar. Inga underarter finns listade.